# Ѕ (cirillico)
La Ѕ, minuscolo ѕ, chiamata dze, è una lettera dell'alfabeto cirillico. Viene usata solo nella lingua macedone. Rappresenta la consonante affricata alveolare sonora IPA /ʣ/.
È una lettera molto antica, già presente nell'alfabeto cirillico arcaico. La somiglianza fisica con la lettera latina S è casuale.